# Serica acicula
Serica acicula är en skalbaggsart som beskrevs av Dawson 1932. Serica acicula ingår i släktet Serica och familjen Melolonthidae. Inga underarter finns listade i Catalogue of Life.